# Crying (canción)
«Crying» (en español «Llorando») es una balada escrita por Roy Orbison y Joe Melson, en 1961. La canción interpretada por Orbison fue un éxito, incluida en su álbum Crying de 1962.

## Composición
Dave Mash interpreta la canción como un "rock-bolero". El personal original de grabó la canción, incluido Orbison, fueron Bob Moore en los bajos, Floyd Cramer al piano, Buddy Harman en los tambores, y Boudleaux Bryant, Harold Bradley y Scotty Moore en las guitarras.

## Versiones
- En 1962, Waylon Jennings publicó su versión.
- Del Shannon en 1964.
- Jay and the Americans publicó una versión en 1966.
- Dottie en 1968.
- Lynn Anderson en 1968.
- B. J. Thomas en 1975.
- Don McLean en 1981.
- Najwajean en 1998
- El brasileño duo Chitãozinho & Xororó publicó una versión portuguesa de la canción, titulado "Lágrimas" en 1998.
- Gene Pitney publicó la canción en 1999.
- Rebekah Del Rio cantó un cappella una versión en lengua española de la canción, titulado "Llorando" en el 2001.[2]
- La cantante belga Dana Winner, grabó una versión para su álbum de 2002 Unforgettable Too.
- El cantante sudafricano Nicholis Louw grabó una versión en 2004.[3]
- En 2007, Billy Gilman publicó la canción como solo.
- Russiad Red publicó la canción en 2009[4]
- Clay Aiken grabó la canción con Linda Eder en su álbum de 2010 Tried and True.
- La India publicó la canción en estilo de salsa en su álbum de 2010, Unica.
- Il Divo incluyó la canción en el álbum Wicked Game en 2011.

- Austra Grabó una versión para su edición deluxe del álbum de 2011 ''Feel it Break''.
- Billy Joe Royal publicó una versión de la canción.
- Tres otras versiones : 
  - Arlene Harden (Núm. 28 en 1970),[5]
  - Ronnie Milsap (Núm. 79 en 1976)[6]
  - Stephanie Winslow (Núm. 14 en 1980).[7]

Glen Campbell también publicó esta canción en un álbum.